# Scopula cosmeta
Scopula cosmeta är en fjärilsart som beskrevs av Louis Beethoven Prout 1938. Scopula cosmeta ingår i släktet Scopula och familjen mätare. Inga underarter finns listade.